# Іванова Олександра Вікторівна
Олександра Вікторівна Іванова — українська астрономка, спеціалістка з фізики малих тіл Сонячної системи, лауреатка Премії НАН України імені М. П. Барабашова (2015).

## Біографія
Олександра Іванова зацікавилась астрономією в молодших класах школи. Потім навчалась в Київському національному університеті імені Тараса Шевченка на фізичному факультеті. Першим науковим керівником Олександри Іванової був відомий український дослідник комет Клим Чурюмов. Потім Олександра навчалась в аспірантурі в Головній астрономічній обсерваторії НАН України.
2004 захистила дисертацію на здобуття наукового ступеня кандидата фізико-математичних наук. Її науковим керівником був Леонід Шульман, спеціаліст з фізики комет і один з засновників Народного Руху України.
З 2004 працює в Головній астрономічній обсерваторії НАН України.
У 2012—2015 роках викладала в Київському національному університеті імені Тараса Шевченка, читала лекції курс «Фізика й хімія комет».
Від 2016 року працює в Астрономічному інституті Словацької академії наук. Ця робота фінансувалася грантом імені Марії Склодовської-Кюрі від Європейського фонду та проєктом Міністерства освіти Словаччини. 
2021 року в Головній астрономічній обсерваторії НАН України Олександра захистила дисертацію на здобуття наукового ступеня доктора фізико-математичних наук за темою «Фізичні та динамічні властивості активних малих тіл Сонячної системи».
Займається популяризацією науки, читає науково-популярні лекції.

## Наукові результати
Олександра Іванова займається фізикою малих тіл Сонячної системи: кометами, активними астероїдами, кентаврами. Досліджує причини виникнення активності на великих відстанях від Сонця. Брала участь у наземній підтримці космічної місії «Rosetta» Європейського космічного агентства до комети 67Р/Чурюмова-Герасименко.
Є авторкою понад 130 наукових публікацій.

## Відзнаки
- Премія для молодих науковців імені Юрія Дрогобича від Української астрономічної асоціації (2006)
- Премія міського голови Києва для молодих науковців (2010)
- Премія НАН України імені М. П. Барабашова (2015)[10]
- Фіналістка премії L'Oreal - ЮНЕСКО в Україні для жінок у науці (2019)

## Публікації
Вибрані статті:
- Ivanova, O.V., Skorov, Y.V., Korsun, P.P., Afanasiev, V.L. and Blum, J., 2011. Observations of the long-lasting activity of the distant Comets 29P Schwassmann–Wachmann 1, C/2003 WT42 (LINEAR) and C/2002 VQ94 (LINEAR). Icarus, 211(1), pp.559-567.
- Ivanova, O.V., Luk'yanik, I.V., Kiselev, N.N., Afanasiev, V.L., Picazzio, E., Cavichia, O., de Almeida, A.A. and Andrievsky, S.M., 2016. Photometric and spectroscopic analysis of Comet 29P/Schwassmann-Wachmann 1 activity. Planetary and Space Science, 121, pp.10-17.
- Ivanova, O., Zubko, E., Videen, G., Mommert, M., Hora, J.L., Krišandová, Z.S., Svoreň, J., Novichonok, A., Borysenko, S. and Shubina, O., 2017. Colour variations of comet C/2013 UQ4 (Catalina). Monthly Notices of the Royal Astronomical Society, 469(3), pp.2695-2703.